# Narka
Narka és una població dels Estats Units a l'estat de Kansas. Segons el cens del 2000 tenia 93 habitants 47 habitatges, i 24 famílies. La densitat de població era de 199,5 habitants/km².

## Poblacions més properes
El següent diagrama mostra les poblacions més properes.